# Eurylister carolinus
Eurylister carolinus är en skalbaggsart som först beskrevs av Gustaf von Paykull 1811.  Eurylister carolinus ingår i släktet Eurylister och familjen stumpbaggar. Inga underarter finns listade i Catalogue of Life.